# Money (canção de Lisa)
"Money" (hangul: 돈) é uma canção da cantora e rapper ltailandesa e membro do grupo feminino sul-coreano Blackpink, Lisa, de seu álbum de estreia, Lalisa (2021). Foi lançado pela YG Entertainment e pela Interscope Records em 10 de setembro de 2021, e foi lançado na contemporary hit radio em 9 de novembro de 2021.  A letra da faixa foi escrita por Bekuh Boom e Vince, com a música sendo composta por eles ao lado de 24 e R. Tee. Comercialmente, a canção entrou na Billboard Hot 100 na 90ª posição, e atingiu a 10ª posição na Billboard Global 200 e a 7ª na Global Excl. U.S.

## Antecedentes e composição
Em 25 de agosto de 2021, a YG Entertainment anunciou que Lisa faria sua estreia solo com o single álbum intitulado em homenagem ao seu nome, Lalisa. "Money" foi confirmada como a tracklist do single em 6 de setembro. Além disso, foi descrito que a faixa seria uma canção de hip hop. A letra da música foi escrita por Bekuh Boom e Vince, e a música foi composta por eles ao lado de 24 e R. Tee. Liricamente, é uma canção sobre o orgulho de ser rico e gastar dinheiro. A música é composta em mi menor e tem um andamento de 140 batidas por minuto. Nolan Feeney da Billboard explicou que a música da canção é próxima ao "rap americano contemporâneo" e é "construída em torno de um lento loop de trompas".

## Vídeo de performance
Em 20 de setembro de 2021, foi anunciado o lançamento de um "vídeo de performance exclusivo" para "Money". Inicialmente previsto para o lançamento em 23 de setembro, às 12h KST, porém o lançamento foi adiado por um dia devido ao atraso na pós-produção do vídeo devido ao feriado do Chuseok. O vídeo ultrapassou 100 milhões de visualizações no YouTube em 15 dias e 200 milhões de visualizações em 38 dias, o mais rápido para qualquer vídeo de performance de K-pop.

## Desempenho comercial
"Money" estreou na 44ª posição na Billboard Global 200 e na 24ª posição no Global Excl. U.S. nas tabelas datadas de 25 de setembro de 2021, e subiu para a 19ª e a 11ª, respectivamente, nas tabelas de 16 de outubro. Aproveitando o momento do clipe de "performance exclusiva" e seguindo o vídeo de prática de dança, a canção subiu do 19ª para a 10ª no Global 200, com 66,3 milhões de streams (aumento de 28%) e 4.400 vendidos (aumento de 6%) nas tabelas de 23 de outubro. A canção também subiu da 11ª para o 7ª lugar no Global Excl. U.S. com 61,5 milhões de streams (aumento de 28%) e 3.000 vendidos (queda de 3%) na mesma semana. Este foi o segundo hit do top dez de Lisa em ambas as tabelas depois de "Lalisa" e fez dela a terceira artista K-pop depois de BTS e Blackpink a aparecer no top dez da tabela global mais de uma vez. A canção também subiu para a 5ª posição na tabela global do Spotify e se tornou a mais rápida por um solista de K-pop a ultrapassar 100 milhões de streams no Spotify, fazendo isso em apenas 37 dias.
Nos Estados Unidos, a canção estreou na 8ª posição na tabela de Billboard Digital Songs de 25 de setembro de 2021, com 6.900 cópias vendidas online. Ele também estreou na 1ª posição em Rap Digital Song Sales, tornando Lisa a primeira artista feminina de K-pop a fazê-lo; e em segundo lugar nas vendas de canções digitais de R&B/Hip-Hop. Para a edição das paradas de 23 de outubro, a música entrou no Bubbling Under Hot 100 na 7ª posição e no Hot R&B/Hip-Hop Songs na 49ª posição, com 4,8 milhões de streams dos EUA (aumento de 27%) e 1.300 downloads vendidos (aumento de 34%). Ele atingiu o pico no Bubbling Under Hot 100 na 6ª posição, na tabela de 30 de outubro, e no Hot R&B/Hip-Hop Songs na 36ª posição, na tabela de 13 de novembro. "Money" estreou na Billboard Hot 100 na 90ª posição na tabela de 6 de novembro e se tornou sua segunda entrada solo de carreira nas tabelas depois de "Lalisa", bem como a primeira música de uma solista de K-pop feminina que ficou na tabela por várias semanas.
Na Coreia do Sul, "Money" não entrou no Gaon Digital Chart, mas atingiu a 43ª posição no Gaon Download Chart. A canção também alcançou a 1ª posição na Malásia e a 2ª na Singapura. No Canadá, a canção estreou em 14º posição na Canadian Digital Song Sales de 25 de setembro. A canção mais tarde entrou no Canadian Hot 100 na 95ª posição na tabela de 9 de outubro, e alcançou a 37ª posição na tabela de 6 de novembro, rendendo a Lisa seu primeiro hit do top 40 do país. No Reino Unido, "Money" estreou na 81ª posição na UK Singles Chart e subiu de forma constante por quatro semanas consecutivas para atingir o pico na 46ª na tabela de 29 de outubro, tornando-se a primeira música de uma artista solo de K-pop a passar vários semanas na tabela.

## Desempenho nas tabelas musicais
| Tabela musical (2021)                      | Posição de pico |
| ------------------------------------------ | --------------- |
| Alemanha (GfK Entertainment)               | 14              |
| Argentina (Argentina Hot 100)              | 94              |
| Austrália (ARIA)                           | 32              |
| Áustria (Ö3 Austria Top 40)                | 12              |
| Canadá (Canadian Hot 100)                  | 37              |
| Coreia do Sul (Gaon)                       | 43              |
| Eslováquia (Singles Digitál Top 100)       | 9               |
| Euro Digital Songs (Billboard)             | 15              |
| Finlândia (Suomen virallinen lista)        | 20              |
| França (SNEP)                              | 75              |
| Global 200 (Billboard)                     | 10              |
| Grécia (IFPI)                              | 6               |
| Hungria (Single Top 40)                    | 7               |
| Hungria (Stream Top 40)                    | 8               |
| Índia (IMI)                                | 5               |
| Irlanda (IRMA)                             | 36              |
| Itália (FIMI)                              | 98              |
| Lituânia (AGATA)                           | 11              |
| Malásia (RIM)                              | 1               |
| Noruega (VG-lista)                         | 32              |
| Nova Zelândia (RMNZ)                       | 35              |
| Países Baixos (Single Top 100)             | 89              |
| Portugal (AFP)                             | 37              |
| República Tcheca (Singles Digitál Top 100) | 7               |
| Singapura (RIAS)                           | 2               |
| Suécia (Sverigetopplistan)                 | 77              |
| Suíça (Schweizer Hitparade)                | 20              |
| UK Singles (OCC)                           | 46              |
| US Billboard Hot 100                       | 90              |
| R&B/Hip-Hop Songs (Billboard)              | 36              |

## Histórico de lançamento
| Regiões        | Data                   | Formato(s)                 | Gravadora                   | Ref.   |
| -------------- | ---------------------- | -------------------------- | --------------------------- | ------ |
| Várias         | 10 de setembro de 2021 | Download digital streaming | YG Entertainment Interscope | [ 59 ] |
| Estados Unidos | 9 de novembro de 2021  | Contemporary hit radio     | Interscope                  | [ 1 ]  |